# 귀곡성: 귀신을 부르는 소리
《귀곡성: 귀신을 부르는 소리》(중국어: 屍憶)는 2015년 공개된 타이완, 일본의 공포 영화이다. 감독은 셰팅한이고, 우캉런, 셰신잉, 옌정란, 타나카 치에가 출연했다.

## 줄거리
잘 나가는 방송 프로듀서 류청하오는 일과 사랑 모두 순탄한 삶을 누리고 있다. 그러던 어느 날, 공원에서 줍게 된 붉은 봉투 이후로 그는 낡은 집에 대한 악몽에 시달리기 시작한다. 한편, 어릴 적부터 귀신을 볼 수 있는 능력을 가진 여고생 린인인은 최근 들어 더욱 강력한 공포스러운 존재들을 마주하게 된다. 이 모든 단서들은 오래전 잊혀진 깊은 산속 낡은 집으로 향하고, 그곳에서 기이한 사건들의 실마리가 드러나기 시작한다. 영화는 이들을 중심으로 전개되며, 낡은 집과 그곳에 얽힌 미스터리한 사건의 진실을 파헤쳐 나가는 과정을 긴장감 넘치게 그려낸다.

## 출연
- 우캉런 - 류청하오 역
- 셰신잉 - 신부 천융제 역
- 옌정란 - 린인인 역
- 타나카 치에 - 왕이한 역
- 천추샹 - 장카이샹 역
- 장칭샤 - 쉬안전 역
- 이케하타 레이나 - 나나 역
- 가오이링 - 인인의 어머니 역
- 쿵링위안 - 쿵링바오 역
- 왕전린 - 왕자후이 역
- 장닝 - 처녀귀신 역